# 西山嘉孝
西山 嘉孝（にしやま よしたか、1923年6月9日 - 2001年11月17日）は、兵庫県神戸市出身の日本の俳優。

## 来歴・人物
神戸市の郵便局勤務を経て、1942年に満州国政府勤務となる。3年後に満州で入隊し、終戦後4年の間シベリア抑留を経験する。
帰国後は若草芸術学園に入り、毛利菊枝に師事して新春座の旗揚げに参加。1992年解散まで劇団代表を務めた。
時代劇では主に悪徳商人役を演じることが多かったが、NHKの連続テレビ小説『都の風』では一家の大黒柱である父親役を演じて親しまれた。
2001年11月17日、死去。78歳没。

## 出演作品

### テレビドラマ
- テレビ劇場 / 招かれざる客（1958年、NHK）
- 部長刑事（1958年 - 1985年、OTV→ABC-OTV→ABC）
- 名探偵ルコック（1957年、OTV）
- 平和屋さん（1959年、NHK）
- やりくり天国（1960年、TBS / ABC）
- サンヨーテレビ劇場 / 妻の青春（1961年、TBS）
- 名作推理劇場 / 歪んだネクタイ（1962年、NET）
- ファミリー劇場 / 純愛シリーズ「道連れ」（1963年、ABC）
- 闖入者（1963年、NHK大阪 教育テレビ） - 巡査A
- 連続テレビ小説（NHK）
  - うず潮（1964年 - 1965年）
  - おはようさん（1975年 - 1976年）- 殿村一作（鮎子の父）
  - 都の風（1986年 - 1987年）- 竹田市左衛門
  - 和っこの金メダル（1989年 - 1990年） - 宮川竹次郎
- 横堀川（1966年 - 1967年、NHK）
- 銭形平次（CX / 東映） ※大川橋蔵版
  - 第36話「平次屠蘇機嫌」（1966年） - 文六
  - 第48話「辻斬り」（1967年） - 北条友母次郎
  - 第82話「情けの盃」（1967年） - 源兵衛
  - 第99話「今日の月」（1968年） - 辰平
  - 第371話「とんだ道連れ」（1973年） - 岩瀬伊予守
  - 第388話「人情大利根往来」（1973年） - 本庄喜左衛門
  - 第430話「片袖の女」（1974年） - 越後屋の大番頭
  - 第464話「熱血の十手」（1975年） - 伊蔵
  - 第484話「消えた流人船」（1975年） - 的場左内
  - 第496話「雨あがりの虹」（1975年） - 南部藩主
  - 第571話「清吉の十両」（1977年） - 仙右ヱ門
  - 第585話「船宿の女たち」（1977年） - 佐兵ヱ
  - 第614話「狙われた女」（1978年） - 吉左ヱ門
  - 第641話「生きる」（1978年） - 巳屋仙右ヱ門
  - 第671話「故郷の祭りばやし」（1979年） - 伊豆屋重兵ヱ
  - 第680話「女房の告白」（1979年） - 立花屋
  - 第811話「必殺 千鳥鉄」（1982年） - 近江屋
  - 第835話「鉄の爪」（1982年） - 上州屋
  - 第859話「目撃者」（1983年） - 近江屋
- 異母兄弟（1967年、KTV）
- あねいもうと（1968年、NHK）- 矢代さん
- 次郎長三国志（1968年、NET / 東映）
  - 第17話「小政売り出す」
  - 第20話「石松最期」
- 帰って来た用心棒 第3話「送り火が燃えるとき」（1968年、NET / 東映） - 源吉
- 待っていた用心棒 第11話「襲撃七条河原」（1968年、NET / 東映）
- 天を斬る 第6話「桐の梢に」（1969年、NET / 東映）
- 水戸黄門（TBS / C.A.L）
  - 第1部 第2話「人生に涙あり」（1969年） - 吉野屋
  - 第5部 第13話「浪花女のど根性・大坂」（1974年） - 徳兵衛
  - 第7部 第5話「因果で若旦那・花巻」（1976年） - 与兵衛
  - 第9部 第11話「過去をもつ男・酒田」（1978年） - 上田屋
  - 第10部 第15話「京の都の悪退治・京」（1979年） - 角屋喜久蔵
  - 第11部 第10話「北の岬の仇討・八戸」（1980年） - 蔵原玄沢
  - 第13部 第6話 「おん宿 割鍋にとじ蓋 -島田-」（1982年） - 卯吉
  - 第15部 第33話「わしは天下の占い師・小諸」（1985年） - 金兵衛
  - 第20部 第9話「黄門様の商ん人修行・大坂」（1991年） - 和島屋
- 緋剣流れ星お蘭（NET / 東映）
  - 第11話「ねらいが逆よ!」（1969年）
  - 第20話「斬られて、極楽よ!」（1970年）
- 旅がらすくれないお仙 第19話「どうすりゃ気が済むの?」（1969年、NET / 東映）
- 素浪人花山大吉（NET / 東映）
  - 第46話「赤ちゃんお手柄立てていた」（1969年）
  - 第72話「ドケチ娘はなぜ泣いた」（1970年）
  - 第95話「興奮しただけ無駄だった」（1970年）
- 銀河ドラマ（NHK大阪）
  - 面影（1970年） - 岩田
  - かえだま人生（1970年） - 月山亭由丸
  - 古都憂愁 第4話「清水寺少女」（1970年） - 亀谷
  - 千鳥（1970年） - 作男久作
  - どこかでなにかが（1970年） - 和尚
  - 霧の旗（1972年） - 村山刑事
- 紅つばめお雪 第11話「ちびが、なこうど」（1970年、NET / 東映）
- 軍兵衛目安箱 第2話「陽の当たる町」（1971年、NET / 東映） - 唐木屋
- 徳川おんな絵巻（KTV /東映）
  - 第19話「可愛い悪魔」、第20話「呪われた恋」（1971年）
  - 第51話「鬼門櫓の怪」（1971年） - 斉藤頼母
- さむらい飛脚 第10話「仮面の花火師」（1971年、NET）
- 遠山の金さん捕物帳（NET / 東映）
  - 第26話「桜を散らした女」（1971年） - 藤吉
  - 第100話「殿様には向かない男」（1972年） - 土井
  - 第132話「白州で歌った男」（1973年）
- 清水次郎長（CX / 東映）
  - 第22話「花一輪 渡世の女」（1971年） - 巴屋
  - 第43話「旅立ち夫婦笠」（1972年） - 小笠原信助
- 世なおし奉行 第2話「悲願満徳寺」（1972年、NET / 東映） - 安中藩家老
- 眠狂四郎 第2話「女怨に剣が哭いた」（1972年、CX / 東映）
- ご存知遠山の金さん（NET / 東映）
  - 第1話「闇夜に烏が二羽飛んだ」（1973年） - 弥太郎の父
  - 第16話「おやじは天下の大泥棒」（1973年）
  - 第27話「あっぱれ腰抜け侍」（1973年）
  - 第50話「さて金さんの正体は?」（1974年）
- 新十郎捕物帖・快刀乱麻 第16話「地獄の儀式に血獄を見た」（1973年、ABC）
- けったいな人びと（1973年 - 1974年、NHK）
- 女・その愛のシリーズ / 祇園の姉妹（1974年、NET）
- おしどり右京捕物車 第16話「闇」（1974年、ABC / 松竹） - 玄石
- 続けったいな人びと（1975年 - 1976年、NHK）
- 影同心 第2話「罠かけ殺し節」（1975年、TBS / 東映） - 了庵
- 影同心II 第11話「(秘)能舞台鬼の花道」（1975年、TBS / 東映） - 美濃屋八右衛門
- 愛のファインダー（1976年、KTV / 宝塚映画）
- 十手無用 九丁堀事件帖 第14話「恋に咲く花 唐津湾」（1976年、NTV / 東映）
- 銀河テレビ小説 / 毎日が日曜日（1977年、NHK）
- 遠山の金さん 杉良太郎版 （NET→ANB/東映）
  - 第1シリーズ
    - 第77話「北の海から来た男」（1977年）- 江差網元 長吉

  - 第2シリーズ
    - 第11話「大奥からの黒い影」（1979年）- 与作
- 桃太郎侍（NTV / 東映） ※高橋英樹版
  - 第33話「のれん分け油地獄」（1977年） - 吉五郎
  - 第53話「じゃじゃ馬剣法」（1977年） - 西村帯刀
- 大岡越前（TBS / C.A.L）
  - 第5部 第4話「恐怖!雨の夜の辻斬り」（1978年） - 傘屋主人
  - 第11部 第17話「濡れ衣晴らした人情長屋」（1989年）
  - 第12部 第18話「千両富は誰のもの!?」（1992年） - 三浦屋
- 疾風同心 第12話「人情浮世絵ざんげ」（1979年、12ch / C.A.L） - 堺屋仙右衛門
- 八丁堀暴れ軍団 第2話、第3話（1979年、12ch / C.A.L） - 伊豆屋
- 日本名作怪談劇場 第7話「怪談 玉菊燈籠」（1979年、12ch / 歌舞伎座テレビ） - 奈良屋茂左ヱ門
- 必殺シリーズ（ABC / 松竹）
  - 助け人走る 第7話「営業大妨害」（1973年） - 近江屋喜平
  - 暗闇仕留人（1974年）
    - 第1話「集まりて候」 - 家老・湯川
    - 第23話「晴らして候」 - 湊屋郷右衛門

  - 必殺仕業人（1976年）
    - 第14話「あんたこの勝負をどう思う」 - 辰五郎
    - 第21話「あんたこの計り事どう思う」 - 藤兵ヱ

  - 必殺からくり人・血風編 第10話「とらぬ狸の紅い舌」（1977年） - 釜屋
  - 新・必殺仕置人 第22話「奸計無用」（1977年） - 笹川伊織
  - 新 必殺からくり人 第2話「東海道五十三次殺し旅 戸塚」（1977年） - 木曽屋
  - 江戸プロフェッショナル・必殺商売人 第23話「他人の不幸で荒稼ぎ」（1978年） - 大福屋
  - 翔べ! 必殺うらごろし 第14話「額の傷が見た!恐怖のあしたを」（1978年） - 富沢典膳
  - 必殺仕事人
    - 第2話「主水おびえる! 闇に光る眼は誰か?」（1979年） - 喜兵衛
    - 第12話「三味の音は七つの柩のとむらい唄か?」（1979年） - 松野主膳
    - 第28話「尼寺に鬼女は棲むのか?」（1979年） - 越中屋佐吉
    - 第53話「惚れ技情炎半鐘割り」（1980年） - 木曽屋源兵ヱ
    - 第64話「崩し技真偽友禅染め落し」（1980年） - 辰巳屋惣吉

  - 必殺仕舞人 第1話「恨みが呼んでる佐渡おけさ」（1981年） - 横山主税
  - 新・必殺仕事人
    - 第45話「主水、心配する」（1982年） - 天狗屋九右衛門
    - 第53話「主水、甘味対策する」（1982年） - 霧島屋

  - 必殺仕事人III
    - 第9話「年末賞与を横取りしたのはせんとりつ」（1982年） - 能登屋
    - 第24話「三味線二重奏したのは勇次」（1983年） - 丹波屋仁平
    - 第36話「ニセ占いで体力消耗したのは主水」（1983年） - 弥兵衛

  - 必殺仕事人IV 第42話「加代 パン作りに挑戦する」（1984年） - 伊勢屋
  - 必殺まっしぐら! 第8話「相手は大阪の大塩平八郎」（1986年） - 堺屋五兵衛
  - 必殺仕事人・激突! 第11話「主水、阿片戦争に気をもむ」（1992年） - 蓮屋重兵衛
  - 必殺スペシャル・新春 せんりつ誘拐される、主水どうする? 江戸政界の黒幕と対決!純金のカラクリ座敷（1992年） - 倉田屋文左衛門
- 雪姫隠密道中記 第12話「恐怖 怨みの死紋 -大阪-」（1980年、TBS / MBS） - 大津屋清七
- 長七郎天下ご免! 第32話「やさぐれ鴉が虹を見た!」（1980年、ABC / 東映） - 若狭屋
- いのち燃えゆ 第1話「南海の涯に」（1981年、NHK大阪放送局） - 陣馬
- Gメン'75 第341話「サンタクロース殺人事件」（1981年、TBS / 東映） - 坂口謙造
- 斬り捨て御免! 第3シリーズ 第18話「赤い人魚は死神の使者」（1982年、TX / 松竹）
- 眠狂四郎無頼控 第22話「明日に別れの円月斬り」（1983年、TX / 歌舞伎座テレビ）
- 新・松平右近 第11話「命百両闇の助け舟」（1983年、NTV / ユニオン映画） - 嘉兵衛
- 遠山の金さん（ANB / 東映） ※高橋英樹版
  - 第1シリーズ 第46話「炎の恋情! 殺人者はおんな魔術師」（1983年） - 九兵衛
  - 第1シリーズ 第151話「華麗なる賭け・女壺振り師お涼!」（1985年）
- 木曜ゴールデンドラマ「女系家族」（1984年、YTV / 東阪企画）
- 宮本武蔵（1984年、NHK） - 茶売り善兵衛
- 長七郎江戸日記 （NTV / ユニオン映画）
  - 第1シリーズ 第25話「独りぼっちの草笛」（1984年） - 山城屋宗兵衛
  - 第2シリーズ 第16話「小鳥を愛した少年」（1988年） - 喜多川連寂 (天竺万兵衛)
- 暴れん坊将軍シリーズ（ANB / 東映）
  - 吉宗評判記 暴れん坊将軍
    - 第70話「三万石よりどじょう鍋」（1979年） - 久兵衛
    - 第192話「泣き笑い河内人情ど根性」（1982年） - 丑寅

  - 暴れん坊将軍II（1985年）
    - 第92話「誰がワルやら閻魔やら!」 - 三河屋仁兵衛
    - 第120話「“にが手”は恋の指南役!」 - 風呂屋主人

  - 暴れん坊将軍IV（1991年）
    - 第1話スペシャル「ご生母、謎の失踪! 吉宗、江戸城決戦春一番!!」 - 源助
- 好色一代男 おらんだ西鶴（1985年10月19日、NHK） - 鴻池
- 土曜ワイド劇場 / 幻の船連続殺人 東京エリート刑事vs大阪根性刑事南国土佐で恋の対決!?（1988年、ABC / 松竹芸能） - 総田脩
- ドラマスペシャル / ふたたびの旅（1989年、NHK）
- 名奉行 遠山の金さん （ANB / 東映）
  - 第2シリーズ 第23話「さらば金さん、打首獄門!?」（1989年） - 清右衛門
- 鞍馬天狗 第29話「哀しい殺意 夢破れた男」（1990年、TX / 松竹） - 京屋国蔵
- 鬼平犯科帳（CX / 松竹） ※中村吉右衛門版
  - 第1シリーズ 第22話「金太郎そば」（1990年） - 酒問屋・瀬平
  - 第2シリーズ 第8話「盗賊二筋道」（1991年） - 寺尾の治兵衛
- 刑事ガンさん! 京都花の祭殺人事件（1992年、TBS / 松竹）
- 八百八町夢日記 第2シリーズ 第32話「夢之介が賭けた男」（1992年、NTV / ユニオン映画） - 俵屋伍平
- 金曜エンタテイメント / 阿部一族」（1995年、CX） - 長岡監物
- 月曜ドラマスペシャル / 一色京太郎事件ノート2「京都栂ノ尾殺人事件振り降ろされるオノの悲劇」（1996年、TBS）
- 土曜ドラマ / ちいさな大冒険感激!自分の足で踏みだす旅（1996年、NHK） - 八助
- NHKドラマ館 / 天涯の花（1999年、NHK）

など

### 映画
- まむしの兄弟 二人合わせて30犯（1974年、東映） - 医者
- 河内のオッサンの唄（1976年、東映） - 松田松市
- 原子力戦争（1978年、ATG） - 西村
- 泥の河（1981年、木村プロダクション） - 倉庫番

### 舞台
- 明治天皇と日露戦争（1957年） - 神鞭知常
- 赤穂浪士（1965年、朝日座公演） - 渡辺文雄
- 新書太閤記（1967年） - 丹羽兵蔵
- 秋の特別公演「俺は用心棒」（1973年10月、大阪中座）
- 春の特別公演「どはづれ人生」（1975年）
- 雪之丞変化（1978年、朝日座公演） - 土部三斎
- 十月名作公演「将軍」（1985年、新歌舞伎座）
- 眠狂四郎（1988年9月、大阪・新歌舞伎座） - 備前屋
- 松竹新喜劇公演（1990年7月、新橋演舞場） - 三遊亭猫助

など

### ラジオドラマ
- 荏原ラジオ劇場 / まじめな男（1962年、MBS）
- 二十一世紀への道「現代の青年像」（1963年、NHKラジオ第1放送）
- ラジオ小劇場「星とコンクリート」（1964年、NHKラジオ第2放送） - 管理人
- R2芸術劇場「うねりの底」（1964年）
- R1文芸劇場「螢川」（1978年）
- FMドラマ「まだお日様は残っている」（1977年）
- FMシアター「家族制度」（1987年、NHK-FM）

### CM
- 好きやねん（1991年、ハウス食品）